# كولن دبليو. كلارك
كولن دبليو. كلارك هو رياضياتي كندي، ولد في 1931.